# Marina Sirtis
Marina Sirtis, född 29 mars 1955 i London, Storbritannien, är en brittisk-amerikansk skådespelare.
Sirtis är mest känd för sin roll som Deanna Troi i TV- och spelfilmsserien Star Trek: The Next Generation. Hon föddes i London av grekiska föräldrar.
Hon gjorde även rösten som Matriarch Benezia i spelet Mass Effect.

## Filmografi (urval)

### Filmer
| År   | Titel                               | Roll                  | Info |
| ---- | ----------------------------------- | --------------------- | ---- |
| 1983 | The Wicked Lady                     | Jackson's Girl        |      |
| 1984 | Blind Date                          |                       |      |
| 1985 | Death Wish 3                        | Maria                 |      |
| 1994 | Star Trek Generations               | Counselor Deanna Troi |      |
| 1996 | Star Trek: First Contact            | Counselor Deanna Troi |      |
| 1998 | Star Trek: Insurrection             | Counselor Deanna Troi |      |
| 2002 | Star Trek: Nemesis                  | Counselor Deanna Troi |      |
| 2004 | Spectres                            | Laura Lee             |      |
| 2004 | Crash                               | Shereen               |      |
| 2018 | The Last Sharknado: It's About Time | Winter                |      |

### TV-serier
| År              | Titel                          | Roll                  | Info                                                           |
| --------------- | ------------------------------ | --------------------- | -------------------------------------------------------------- |
| 1977            | Raffles                        | Faustina              | "The Last Laugh"                                               |
| 1986            | The return of Sherlock Holmes  | Lucrezia              | "The six Napoleons"                                            |
| 1987            | Hunter                         | Kate Scanlon          | "Down and Under"                                               |
| 1987            | C.A.T.S. Eyes                  | Moll 3                | "The Big Burn"                                                 |
| 1987-1994       | Star Trek: The Next Generation | Counselor Deanna Troi | 176 avsnitt                                                    |
| 1994-1996, 1998 | Gargoyles                      | Demona                | Animerad serie, 27 avsnitt                                     |
| 2000            | Stargate SG-1                  | Dr. Svetlana Markova  | "Watergate"                                                    |
| 1999-2000       | Star Trek: Voyager             | Counselor Deanna Troi | "Pathfinder" "Life Line" "Inside Man"                          |
| 2005            | Star Trek: Enterprise          | Counselor Deanna Troi | "These Are the Voyages..."                                     |
| 2006            | Without a Trace                | Alexa Soros           | "Fade-Away"                                                    |
| 2005-2009       | Family Guy                     | Herself               | Animerad serie "Peter's Got Woods" "Not All Dogs Go to Heaven" |
| 2011            | Grey's Anatomy                 | Sonya Amin            | "This Is How We Do It"                                         |
| 2013            | NCIS                           | Orli Elbaz            | "Berlin" "Past, Present, and Future"                           |
| 2013            | Star Trek Continues            | Computer              |                                                                |
| 2013            | Adventure Time                 | Samantha              | "The Pit"                                                      |